# Dominique Bijotat
Dominique Bijotat (* 3. Januar 1961 in Chassignolles, Département Indre) ist ein ehemaliger französischer Fußballspieler und -trainer.

## Karriere als Spieler
Bijotat spielte in der Jugend für die US La Châtre, US Montgivray und für die Jugendabteilung der AS Monaco. Im Seniorenbereich war er ebenfalls für die AS Monaco, für Girondins Bordeaux und für LB Châteauroux aktiv.
Er bestritt zwischen 1982 und 1988 acht Länderspiele für die französische A-Nationalmannschaft. Sein Debüt gab er am 31. August 1982 bei der 0:4-Niederlage gegen Polen.

## Karriere als Trainer
Von 1999 bis 2002 war er Trainer der zweiten Mannschaft des RC Lens. Danach war er bis 2004 Trainer bei Clermont Foot Auvergne. Nach einem Zwischenstopp beim FC Sochaux (2005/06) war er von 2006 bis 2008 Sportdirektor des Nachwuchsleistungszentrum seines früheren Klubs, der AS Monaco. Diesen gab er 2008 auf, um dann den Trainerposten bei seinem anderen ehemaligen Verein LB Châteauroux zu übernehmen. Ab 2010 war er Trainer beim FC Metz.